# Nordische Skiweltmeisterschaften 1950/Teilnehmer (Österreich)
Österreich nahm an den 18. Nordischen Skiweltmeisterschaften, die vom 1. bis 6. Februar 1950 in Lake Placid und Rumford in den Vereinigten Staaten ausgetragen wurden, mit einem Sportler teil.
Dem Österreichischen Skiverband fehlten die finanziellen Mittel, um eine Mannschaft nach Nordamerika zu entsenden. Der gebürtige Kärntner Karl Martitsch, der bereits an den Olympischen Winterspielen 1948 in St. Moritz teilgenommen hatte und 1949 nach Nordamerika ausgewandert war, bekam deshalb die Erlaubnis, Österreich bei den Nordischen Skiweltmeisterschaften zu vertreten. Die Ergebnisse waren wenig zufriedenstellend. Martitsch selbst erklärte dazu, dass er aufgrund des Schneemangels in den USA in diesem Jahr nicht ausreichend trainieren konnte.

## Skilanglauf
| Athlet         | Verein                     | Wettbewerb   | Rang |
| -------------- | -------------------------- | ------------ | ---- |
| Karl Martitsch | SV Faakersee (Finkenstein) | Einzel 18 km | 62.  |

## Nordische Kombination
Martitsch erreichte im Kombinationssprunglauf den 18. Rang und im Skilanglauf über 18 km den 62. Platz. Die Gesamtergebnisse nach Rang 13 sind nicht bekannt.
| Athlet         | Verein       | Wettbewerb   | Rang              |
| -------------- | ------------ | ------------ | ----------------- |
| Karl Martitsch | SV Faakersee | Einzel 18 km | ? (zw. 14 und 24) |

## Skispringen
| Athlet         | Verein       | Wettbewerb  | Rang |
| -------------- | ------------ | ----------- | ---- |
| Karl Martitsch | SV Faakersee | Skispringen | 36.  |